# A Guerra Sagrada
"A Guerra Sagrada" (em russo:  Священная война Svyashchennaya Voyna, também conhecida como Вставай, страна огромная! Vstavaj, strana ogromnaja, "Levante-se, grande (vasto) país!") foi e ainda é uma das  mais famosas canções patrióticas soviéticas associadas à Segunda Guerra Mundial. A música foi escrita por Aleksandr Aleksandrov, fundador do Coro do Exército Vermelho, também autor da música do Hino Nacional da União Soviética; a letra é  de Vasily Lebedev-Kumach.
Foi apresentada pela primeira vez na estação ferroviária Belorussky, em Moscou, também conhecida como estação de passageiros Moscou-Smolensk, em 26 de junho de 1941, quando, segundo relatos de testemunhas, foi executada cinco vezes seguidas. 
Há várias adaptações estrangeiras da letra, entre eles a versão alemã Der Heilige Krieg (escrito por Stephan Hermlin), a coreana 정의의 싸움에 (Jeong-ui-ui Ssaum-e) e a húngara Fel, küzdelemre, hős haza.
A canção sempre foi cantada durante os desfiles do Dia da Vitória, na União Soviética, e o costume se mantém na Federação Russa. 

## Na cultura popular
"A guerra sagrada" fez parte da trilha sonora de Idi i Smotri (no Brasil, Vá e Veja; em Portugal, Vem e Vê), premiado filme soviético de 1985, sobre a ocupação alemã da Bielorrússia, em 1943.

## Letra
| Russo | Transliteração | Inglês | Português |
| --- | --- | --- | --- |
| Вставай, страна огромная, Вставай на смертный бой С фашистской силой тёмною, С проклятою ордой. Припев: (2x) Пусть ярость благородная Вскипает, как волна! Идёт война народная, Священная война! Дадим отпор душителям Всех пламенных идей, Насильникам, грабителям, Мучителям людей! Припев Не смеют крылья чёрные Над Родиной летать, Поля её просторные Не смеет враг топтать! Припев Гнилой фашистской нечисти Загоним пулю в лоб, Отребью человечества Сколотим крепкий гроб! Припев (2x) | Vstavay, strana ogromnaya Vstavay na smertnyy boy! S fashistskoy siloy tyomnoyu, S proklyatoyu ordoy. Pripev: (2x) Pust’ yarost’ blagorodnaya Vskipayet, kak volna! Idyot voyna narodnaya, Svyaschennaya voyna! Dadim otpor dushitelyam Vsekh plamennykh idey, Nasil’nikam, grabitelyam, Muchitelyam lyudey. Pripev Ne smeyut kryl’ya chornyye Nad Rodinoy letat’, Polya yeyo prostornyye Ne smeyet vrag toptat’. Pripev Gniloy fashistskoy nechisti Zagonim pulyu v lob, Otreb’yu chelovechestva Skolotim krepkiy grob! Pripev (2x) | Arise, vast country, Arise for a fight to the death Against the dark fascist force, Against the cursed horde. Chorus: (2x) Let noble wrath Boil over like a wave! This is the people's war, a Sacred war! We shall repulse the oppressors Of all ardent ideas. The rapists and the plunderers, The torturers of people. Chorus The black wings shall not dare Fly over the Motherland, On her spacious fields The enemy shall not dare tread! Chorus We shall drive a bullet into the forehead Of the rotten fascist filth, For the scum of humanity We shall build a solid coffin! Chorus (2x) | Levanta-te, país imenso, Levanta-te para a luta mortal Contra as forças malignas fascistas, Contra suas hordas malditas. Refrão: (2x) Que a nobre fúria Emerja como uma onda! Eis que vem a guerra popular, uma guerra sagrada! Repeliremos os opressores De todas as ideias ardentes, Os estupradores, os saqueadores, Os torturadores de pessoas. Refrão Não se atrevam as asas negras Sobre a Pátria Mãe voar. Nos seus espaçosos campos Não ouse o inimigo pisar! Refrão Vamos atirar uma bala na testa Da podre sujeira fascista. Para a escumalha da humanidade Construiremos um sólido caixão. Refrão: (2x) |